# Memoriał Andrzeja Trochanowskiego 2013
25. edycja wyścigu kolarskiego Memoriał Andrzeja Trochanowskiego odbył się w dniu 1 maja 2013 roku i liczył 168 km. Start i meta wyścigu miały miejsce w Baboszewie. Wyścig figuruje w kalendarzu BGŻ ProLiga 2013, będąc trzecim wyścigiem tego cyklu. Ponadto zaliczany jest do UCI Europe Tour, posiadając kategorię UCI 1.2.

## Uczestnicy
Lista drużyn uczestniczących w wyścigu:
| Kod | Zespół                       |
| --- | ---------------------------- |
| CCC | CCC Polsat Polkowice         |
| BGZ | Bank BGŻ Team                |
| BDC | BDC - MarcPol Team           |
| CLG | TC Chrobry Lasocki Głogów    |
| LAS | Las Vegas Power Energy Drink |
| WIB | Team Wibatech - Brzeg        |

| Kod | Drużyna                 |
| --- | ----------------------- |
| LEG | Legia 1928 Mazowsze     |
| WMA | Warmia i Mazury         |
| LZS | Ludowe Zespoły Sportowe |
| SKC | SKC TUFO Prostějov      |
| BAU | Bauknecht-Author        |
| NBL | Reprezentacja Białorusi |

## Klasyfikacja generalna
| M-ce | Imię i nazwisko     | Kraj     | Drużyna                      | Czas       |
| ---- | ------------------- | -------- | ---------------------------- | ---------- |
| 1.   | Konrad Dąbkowski    | Polska   | BDC - MarcPol Team           | 3h 43' 20" |
| 2.   | Grzegorz Stępniak   | Polska   | CCC Polsat Polkowice         | + 0"       |
| 3.   | Dzmitryj Surawec    | Białoruś | Reprezentacja Białorusi      | + 0"       |
| 4.   | Bartłomiej Matysiak | Polska   | CCC Polsat Polkowice         | + 0"       |
| 5.   | Zbigniew Gucwa      | Polska   | Team Wibatech - Brzeg        | + 0"       |
| 6.   | Tomasz Smoleń       | Polska   | Bank BGŻ Team                | + 0"       |
| 7.   | Adam Wadecki        | Polska   | Las Vegas Power Energy Drink | + 0"       |
| 8.   | Tomasz Kiendyś      | Polska   | CCC Polsat Polkowice         | + 0"       |
| 9.   | Jiří Polnický       | Czechy   | Bauknecht-Author             | + 0"       |
| 10.  | Kamil Zieliński     | Polska   | Las Vegas Power Energy Drink | + 0"       |